# Lily Broberg
Lily Broberg Christensen (født 19. september 1923 i Skørring, i dag Syddjurs Kommune, død 30. juli 1989 på Frederiksberg) var en dansk skuespiller og sanger. Hun er kendt fra teater, revy, film og tv, hvor ikke mindst rollen som grisehandlerens kone, Katrine i Matador huskes af mange.

## Karriere
Lily Broberg stod første gang på en scene som 10-årig i Den glade enke og fortsatte på aarhusianske scener de følgende år, blandt andet på Vennelyst Teatret og Casino, som danser. Hun gik ud af skolen som 14-årig for at satse på en teaterkarriere, og efter forskellige revyoptrædener fik hun i 1941 som 18-årig sin første store rolle i Mig og min pige.
I 1946 blev hun optaget på Det Kgl. Teaters elevskole, hvor hun blandt andet blev undervist af en af tidens store skuespillere, Holger Gabrielsen. Efter afslutningen spillede hun med succes Pernille i Holbergs Det lykkelige skibbrud. Hun spillede på en lang række forskellige scener og spillede blandt andet Malle i Hostrups Genboerne, titelrollen i Millionøsen af Shaw og Josepha i Sommer i Tyrol. Mange af hendes optrædener fandt i 1950'erne og begyndelsen af 1960'erne sted i musikalske og/eller komiske fag som operette- og revyforestillinger, men i løbet af 1960'erne kunne man igen jævnligt møde hende i mere alvorlige roller som lærerinden i Paul Zindels Frk. Reardon drikker lidt og kvinden i Benny Andersens Kolde fødder.
I revyen optrådte hun i sin ungdom blandt andet i Helsingør Revyen og senere i karrieren blandt andet i ABC-revyen, hvor hun i 1961 sang "Der' hul midt i spanden" sammen med Dirch Passer, og Cirkusrevyen, hvor hun i 1976 sang Preben Kaas' "Noget farligt indeni".
Lily Broberg præsenterede 19. september 1948 Danmarks første fjernsynsudsendelse fra Tivoli i København. Her sang hun bl.a. "Troldtøj". I 1951 blev hun Danmarks Radios første tv-speaker, der bød velkommen med ordene: "Goddag, her er fjernsynet, vi håber, De vil synes om det". Selv om hun ikke selv regnede med, at tv-mediet ville blive en seriøs konkurrent til teatre og biografer, medvirkede hun dog i tidens løb i en lang række udsendelser, både i underholdningsudsendelser og tv-teater. Ikke mindst hendes rolle som Katrine Larsen i den populære Matador-serie har siden stået stærkt i erindringen.
Allerede som ganske ung begyndte Broberg at indspille film, og hun medvirkede i over 60 film gennem karrieren fra debuten i Lev livet let i 1944 til Sidste akt (1987). I begyndelsen spillede hun primært i lystspil, men allerede i Diskret ophold (1946) fik hun en mere alvorlig rolle som hushjælpen, der er blevet gravid. Senere blev rollefaget på film mere blandet, og hun var ikke altid heldig med de film, hun medvirkede i.
Gennem det meste af sin karriere indspillede hun også en lang række plader.

## Privatliv
Hun blev i 1943 gift med overtjener Børge Børgesen, men senere skilt fra ham igen. Hun levede i 1950'erne i en periode sammen med skuespilleren og instruktøren Bent Christensen og fik søn Jeppe og senere sammen med musikeren Ole Molin. Hun fik to børn, datteren Lise-Lotte (født 1945) og sønnen Kim (født 1957).
Ved siden af sin karriere som skuespiller og sanger havde Lily Broberg en stor interesse for strikning, og hun drev i nogle år i 1960'erne en garnforretning på Vesterbro (København).
Mod slutningen af sin karriere fik hun i stigende grad sceneskræk, og hendes store arbejdsindsats i løbet af karrieren tærede på helbredet. Hun døde 29. juli 1989 på Frederiksberg og er begravet på Frederiksberg ældre kirkegård.

## Udvalgt filmografi
- Lev livet let – 1944
- Bedstemor går amok – 1945
- En ny dag gryer – 1945
- Panik i familien – 1945
- Diskret ophold – 1946
- Op med lille Martha – 1946
- Hans store aften – 1946
- Hr. Petit – 1948
- Det gælder os alle – 1949
- Kampen mod uretten – 1949
- Palle alene i Verden – 1949
- De røde heste – 1950
- Op og ned langs kysten – 1950
- I gabestokken – 1950
- Bag de røde porte – 1951
- Fireogtyve timer – 1951
- Mød mig på Cassiopeia – 1951
- Frihed forpligter – 1951
- Husmandstøsen – 1952
- Rekrut 67 Petersen – 1952
- Min søn Peter – 1953
- Himlen er blå – 1954
- Karen, Maren og Mette – 1954
- Kispus – 1956
- Færgekroen – 1956
- Lån mig din kone – 1957
- Der var engang en gade – 1957
- Tag til marked i Fjordby – 1957
- Pigen og vandpytten – 1958
- Seksdagesløbet – 1958
- Pigen i søgelyset – 1959
- Kvindelist og kærlighed – 1960
- Komtessen – 1961
- Løgn og løvebrøl – 1961
- Harry og kammertjeneren – 1961
- Den kære familie – 1962
- Det stod i avisen – 1962
- Sømænd og svigermødre – 1962
- Det tossede paradis – 1962
- Frøken April – 1963
- Bussen – 1963
- Hold da helt ferie – 1965
- Sytten – 1965
- Dyden går amok – 1966
- Flagermusen (film) – 1966
- Soyas tagsten – 1966
- Cirkusrevyen (1967) – 1967
- Mig og min lillebror – 1967
- Stormvarsel – 1968
- Helle for Lykke – 1969
- Damernes ven – 1969
- De fem og spionerne – 1969
- De fem i fedtefadet – 1970
- Hosekræmmeren – 1971
- Med kærlig hilsen – 1971
- Nu går den på Dagmar – 1972
- Fætrene på Torndal – 1973
- Pigen og drømmeslottet – 1974
- Familien Gyldenkål – 1975
- Sønnen fra Vingården – 1975
- Affæren i Mølleby – 1976
- Pas på ryggen, professor – 1977
- Alt på et bræt – 1977
- Danmark er lukket – 1980
- Det parallelle lig – 1982
- Sidste akt – 1987

## Hædersbevisninger
- 1980: Ridder af Dannebrogordenen[2]
- 1984: Tagea Brandts Rejselegat[9]
- 1987: Henkelprisen[10]